# Bethy Mununga
Bethy Mununga (Kinshasa, 22 juli 1997) is een Belgisch basketbalspeelster. 
Mununga volgde les aan de topsportschool van Jambes. Van 2014 tot 2016 speelde ze als jeugdspeelster al mee met de eerste ploeg van de Liège Panthers. Die zomer transfereert ze naar Castors Braine, maar kan haar seizoen niet starten door een blessure aan de achillespees. Na haar herstel kan ze aan het juniorcollege van Oklahoma beginnen aan Amerikaans college basketbal en van 2019 staat ze vier jaar onder contract bij de University of South Florida (USF) in Tampa met een full scholarship, in die vier jaar behaalde ze daar ook een bachelor in de gezondheidswetenschappen. In 2022 transfereert ze naar het Roemeense ACS Sepsi SIC en wordt ze ook opgenomen in de basisselectie van de Belgian Cats waar ze een rol speelt in het goud dat het team haalt op het EK 2023. In 2024 maakte ze de overstap naar het Spaanse Araski AES.